# Кружево Бинш

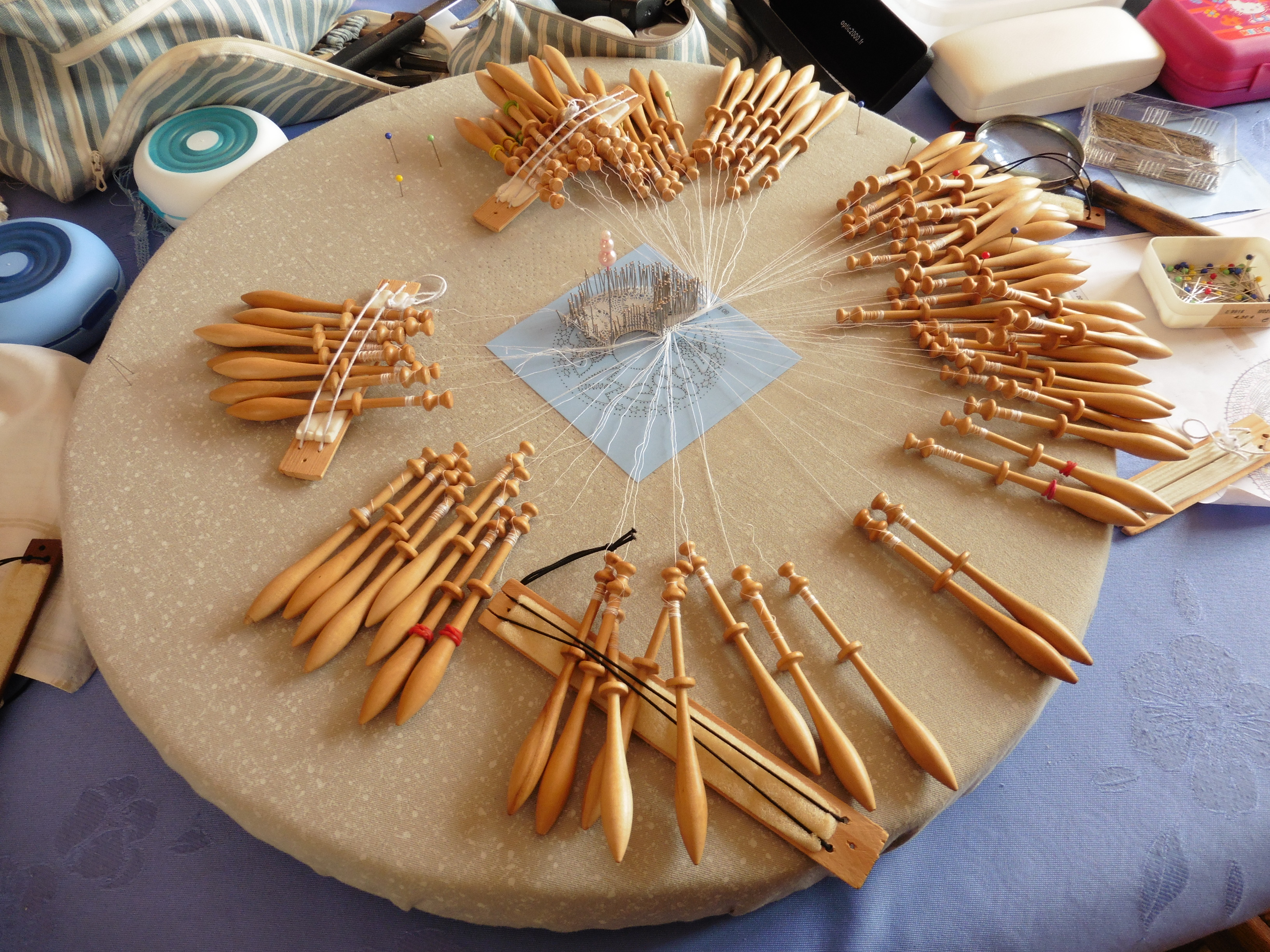
кружево бинш

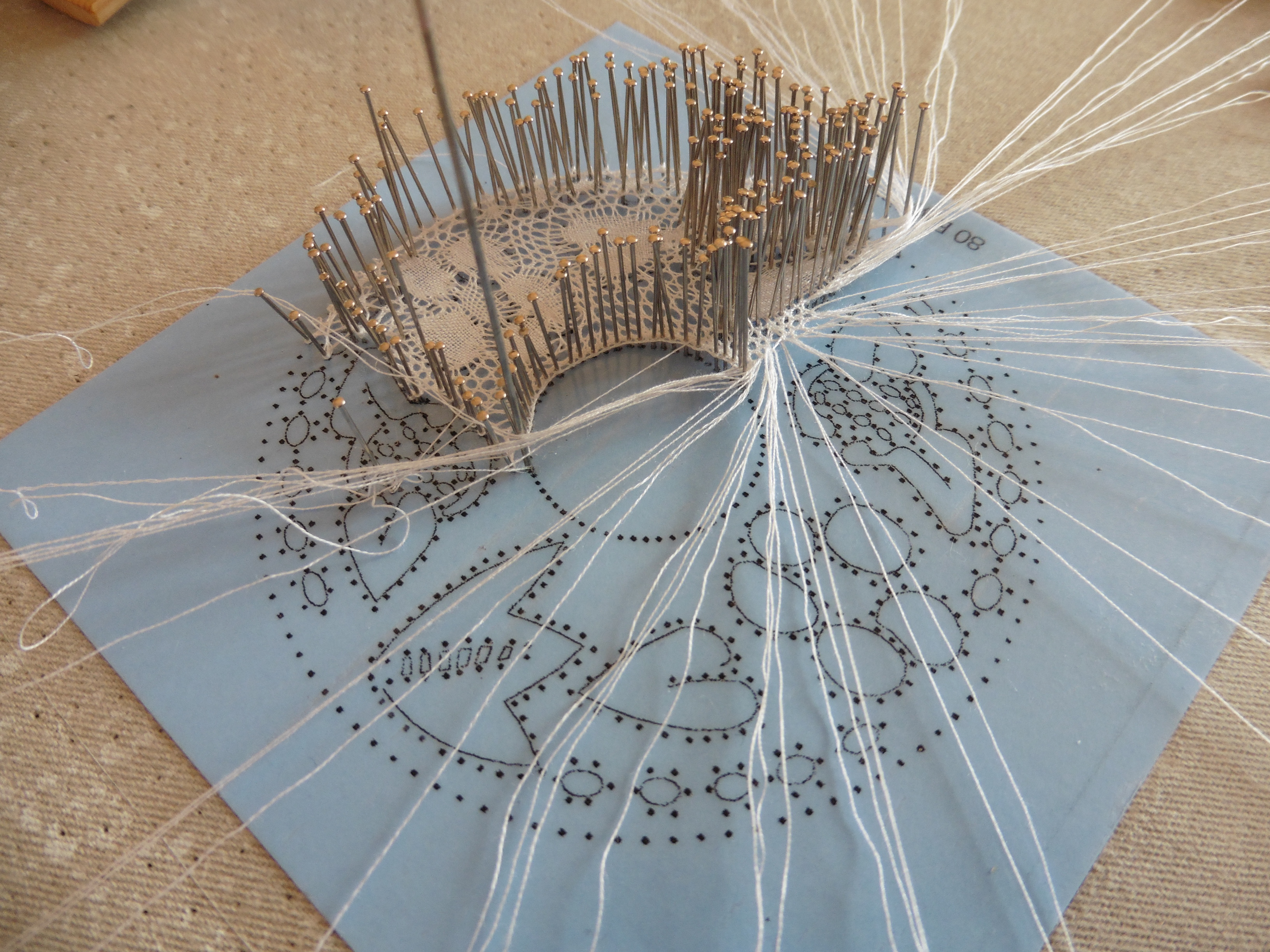
Кружево Бинш (вблизи)

Кружево Бинш — разновидность непрерывного  коклюшечного кружева, происходящего из города Бинш в Бельгии. 
Обычно данный тип кружева изготавливается полосами шириной 5 см .
В кружеве бинш кордная нить, ограничивающая рисунок, обычно не используется или же используется очень тонкая нить той же толщины, что и рисунок. Кружевные узоры Бинш детализированы  . Часто мотивами становится анималистические паттерны.
Кружево бинш иногда называют «сказочный стежок» .

## История
Легенда гласит, что кружево Бинш было создано в XV веке кружевницами, мигрировавшими из Гента в Бинш вместе с Марией де Бургонь, но никаких доказательств в этом смысле не существует  .
Однако известно, что кружево Бинш изготавливалось с XVI века.
Первоначально кружево Бинш напоминало кружево Валансьен . 
В 1585 году, когда река Шельда была закрыта для торговли, кружево Бинш не экспортировалось, в отличие от других кружев, производства которых располагались выше по течению, таких как антверпенское кружево .
Кружево бинш было регламентировано королевским указом 1686 года, что свидетельствует о его важности.
Расцвет кружева бинш пришелся на XVIII век, когда оно было популярно в парижских кругах.
В конце XVIII века качество кружева Бинш ухудшилось: кружево стало более грубым, а узор менее подробным. 
Мода на данный тип кружево начала снижаться в конце XVIII века. B кружево стало  производить в меньших количествах   в течение XIX века.
В 1862 году Виктор Гюго упомянул кружево Бинш как материал для свадебного платья Козетты в «Отверженных», поскольку он помнил его из своей юности как кружево необычайной красоты.

## Техника
Технические особенности заключаются в смешанном использовании различных техник тюлей с такими формами, как пауки, снежинки или мухи. Вся работа выполняется полотняным швом или полустежком , часто используются квадратные вышивки.
Рисунок сложный и изысканный, состоит из гирлянд и усиков, замаскированных повторяющихся мотивов, цветов и животных. Чернильные глаза по краю и зубчатые края выглядят как украшения

## Современность
В XX веке появилось еще одно кружево, называемое кружевом Бинш, которое состояло из узоров, сделанных бобинами, нашитых на машинную сетку, как брюссельское кружево .    Однако кружево было низкого качества и поэтому не пользовалось популярностью.